# Улица Кистяковских (Чернигов)
Улица Кистяковских (укр. Вулиця Кистяківських) — улица в Деснянском районе города Чернигова. Пролегает от улицы Шевченко до улицы Защитников Украины и Владимира Коваленко (Генерала Пухова), исторически сложившаяся местность (район) Бобровицкий жилой массив.
Нет примыкающих улиц.

## История
1-й Совхозный и 2-й Совхозный переулки были проложены в начале 1950-х годов и застроены индивидуальными домами.
1-й Совхозный переулок и 2-й Совхозный переулок в середине 1950-х годов были объединены в единую улицу Панфиловцев — в честь Панфиловцев — советских военнослужащих под командованием генерал-майора И. В. Панфилова, участвовавших в 1941 году в обороне Москвы. Почти все советские бойцы-участники обороны погибли и были награждены званием Героя Советского Союза. 
19 февраля 2016 года улица получила современное название — в честь семьи Кистяковских, согласно Распоряжению городского главы В. А. Атрошенко Черниговского городского совета № 54-р «Про переименование улиц города» («Про перейменування вулиць міста»)

## Застройка
Улица пролегает в северо-западном направлении, почти с самого начала раздваивается на два параллельных участка. Улица имеет нехарактерную нумерацию. 
Парная и непарная стороны улицы заняты усадебной застройкой. 
Учреждения: нет